# Jenő Kálmár
Jenő Kálmár, también conocido como Janos Kalmar o Kálmár Jenő (Mocsolád, Hungría, 21 de marzo de 1908 - Málaga, España, 13 de enero de 1990) fue un futbolista y entrenador húngaro. Jugó de delantero siendo internacional con la selección húngara en 15 ocasiones entre 1928 y 1932, y tuvo una amplia trayectoria como entrenador en equipos españoles.

## Trayectoria
En los años 1920 y principios de los 1930 jugó en el MTK Hungária FC, posteriormente fichó por el equipo francés Excelsior Athlétic Club de Roubaix, lo hizo también una temporada en el Racing Club de Roubaix, y finalizó su carrera como futbolista en el Stade de Reims. Cabe destacar que fue convocado en 15 ocasiones con la selección nacional y logró 4 goles.
Posteriormente emprendió una trayectoria como entrenador, la cual inició en el Budapest Honvéd Futball Club, y tras el estallido de la Revolución húngara de 1956 comenzó su periplo por clubes extranjeros como el Wacker Wien, Sevilla Club de Fútbol, Granada Club de Fútbol, Futebol Clube do Porto, Real Valladolid Club de Fútbol, Halmstads BK, Español de Barcelona, Real Zaragoza, Club Deportivo Málaga, y Hércules Club de Fútbol.

## Clubes

### Como jugador
| Club                   | País    | Año       |
| ---------------------- | ------- | --------- |
| MTK Budapest FC        | Hungría | 192x-193x |
| Excelsior AC Roubaix   | Francia | 1933-1936 |
| Racing Club de Roubaix | Francia | 1936-1937 |
| Stade de Reims         | Francia | 1937-1938 |

### Como entrenador
| Club                     | País     | Año       |
| ------------------------ | -------- | --------- |
| Budapest Honvéd FC       | Hungría  | 1952-1956 |
| FC Admira Wacker Mödling | Austria  | 1956-1958 |
| Sevilla FC               | España   | 1958      |
| Granada CF               | España   | 1958-1960 |
| FC Porto                 | Portugal | 1962-1963 |
| Real Valladolid          | España   | 1964-1965 |
| Granada CF               | España   | 1965-1966 |
| Halmstads BK             | Suecia   | 1966      |
| RCD Espanyol             | España   | 1966-1968 |
| Real Zaragoza            | España   | 1970      |
| CD Málaga                | España   | 1970-1972 |
| Hércules CF              | España   | 1972-1973 |
| CD Málaga                | España   | 1978-1980 |